# جیمز اچ. هیوز
جیمز اچ. هیوز (به انگلیسی: James H. Hughes) سناتور سابق عضو حزب دموکرات ایالات متحده آمریکا بود. وی در سال ۱۹۳۷ تا ۱۹۴۳ میلادی سناتور ایالت دلاویر در سنای ایالات متحده آمریکا بود.